# Grande Rebeyne
Cet article possède un paronyme, voir Rebeyne !.
La Grande Rebeyne (rebeyne en lyonnais signifiant « émeute ») est une émeute frumentaire qui a lieu à Lyon du 18 au 27 avril 1529.
L'expression fait référence à la Petite Rebeyne de 1436.

## Causes
La Grande Rebeyne se déclenche à cause du prix trop élevé du blé. À une époque où les villes étaient difficilement nourries par les plats pays environnants, les autorités (le consulat, dans le cas de Lyon), cherchent en permanence à limiter les hausses du prix des céréales, et à garantir l’approvisionnement des marchés. Malgré (ou à cause des) édits et taxations, les fortes hausses et les ruptures sont inévitables, ce qui occasionne des protestations du peuple.
Les années précédant 1529 voient de mauvaises récoltes et l'hiver 1528-1529 est particulièrement rigoureux. Cela occasionne une hausse du prix, tandis que les autorités tentent de conserver les stocks existants et de les faire écouler à un prix honnête. Mais une rumeur, lancée par une affiche, accuse des marchands d'exporter du blé vers le Piémont.

## Déroulement
Le 18 avril des affiches couvrent les murs de la ville : signées le Pôvre, elles appellent à se rassembler le dimanche 25 avril aux Cordeliers afin d'aller chercher le blé dans le grenier des riches. Le dimanche après-midi près de deux mille personnes se réunissent dans le cloître des Cordeliers. Le tocsin sonne à Saint-Nizier. On commence à fouiller des maisons bourgeoises sans rien trouver, mais des pillages et dégradations sont produites. Les conseillers et les notables du Consulat se réfugient auprès des chanoines de la Primatiale Saint-Jean.
Durant plusieurs jours, des quartiers sont agités : les Terreaux, Saint-Marcel, les pentes de la Croix-Rousse.
Les meneurs sont persuadés ensuite que les réserves devant partir en Italie sont cachées dans l'abbaye de l'Île Barbe. Le lundi 27 elle est investie, mais la foule est accompagnée par le lieutenant du Roi, ainsi qu'un détachement de soldats, pour tout à la fois vérifier qu'il n'y a pas eu accaparement et maîtriser d'éventuels débordements. Ne trouvant rien non plus, la révolte s'éteint d'elle-même le 27.

## Conséquences
La répression est dure. Certains meneurs sont pendus, d'autres envoyés aux galères.

## Documents
- Texte de l'affiche qui déclencha les émeutes :

« L’en fait assavoir à toutes gens de la commune de la ville de Lyon,
Premièrement à tous ceux qui ont désir de soustenir le bien public, pour répugner la malice et fureurs des faux usuriers, plaise vous à avoir regard comme le détriment du blé nous tombe sus sans l’avoir mérité, à cause de leurs greniers pleins de blé, lesquels ils veulent vendre à leur dernier mot, ce que n’est de raison ;
Et si Dieu n’y met la main, il faudra en jeter en l’eau tant y en a, et ainsi, vu la grâce Dieu et la bonne disposition du temps et qu’il ne se fait nuls amas de blé pour la guerre, et en outre que justice favorise avec gens gouverneurs et conseillers, usuriers et larrons, y mettre ordre ;
Feignant user dignité, ils nous rongent de jour en jour, comme par vérité le voyez devant vos yeux advenir la cherté dudit blé et autres denrées, qui est chose vile et infâme ; par quoi à l’exemple des autres bonnes villes, que toute la commune soit délibérée y mettre bon ordre, telle que l’en fait au blé avant qu’on l’ôte de la paille, c’est qu’on le bat et escoux ;
Il nous faut faire ainsi à ces maudits usuriers et à ceux qui ont greniers et enchérissent le blé. Sachez que nous sommes de quatre à cinq cents hommes, que nous sommes alliés ;
Faisons savoir à tous les dessus-dits qu’ils aient à se trouver dimanche, après-midi, aux Cordeliers, pour donner conseil avec nous d’y mettre ordre et police, et ce sans faute, pour l’utilité et profit de pauvre commune de cette ville de Lyon et de moi.
Le Pôvre. »

- Commentaire de Symphorien Champier, point de vue des notables:

« Cette année mil cinq cent vingt et neuf, le blé a été du prix assez hautain, le bichet du prix de vingt-cinq sols, combien que de notre temps, il ait été plus cher de quinze sols pour bichet, du temps du roi Louis onzième, environ l’an 1481 ; et encore depuis environ l’an mil cinq cent et quatre, se vendait le blé vingt-six sols et si mourait le peuple de faim par les rues.
Et nonobstant icelle famine, le peuple de Lyon était paisible, sans murmuration aucune. Mais, depuis la venue de cette fausse secte, nouvellement non trouvée, mais renouvelée de ces maudits Vaudois et Chaignarts venant de Septentrion, unde omne malum et inquitas le peuple a pris une élévation et malice en lui, qui ne veut être corrigée ni de maître, ni de seigneur, ni de prince, si ce n’est par force. Et les serviteurs veulent être aussi bien traités que les maîtres ; et au lieu que de notre temps les serviteurs étaient humbles aux maîtres et étaient sobres, et boutaient force eau au vin, et les vignerons se contentaient du breuvage qui est aux vendanges, fait avec de l’eau mise dedans le marc après que le vin est tiré de dessus ledit marc.
Mais, de présent, veulent boire du meilleur vin, comme les maîtres, sans eau ni mixtion aucune, qui est chose contre toute raison, car Dieu veut qu’il y ait différence entre le maître et le serviteur, et le commande Saint-Pierre l’apôtre en son épître : être obéissant à son maître et croire son commandement, autrement le monde serait sans ordre, et les biens de terre demeureraient sans cultiver et sans labourer (...) »